# Drina
« Pont Mehmed Pacha Sokolović de Višegrad », sur whc.unesco.org, UNESCO (consulté le 26 mars 2009)

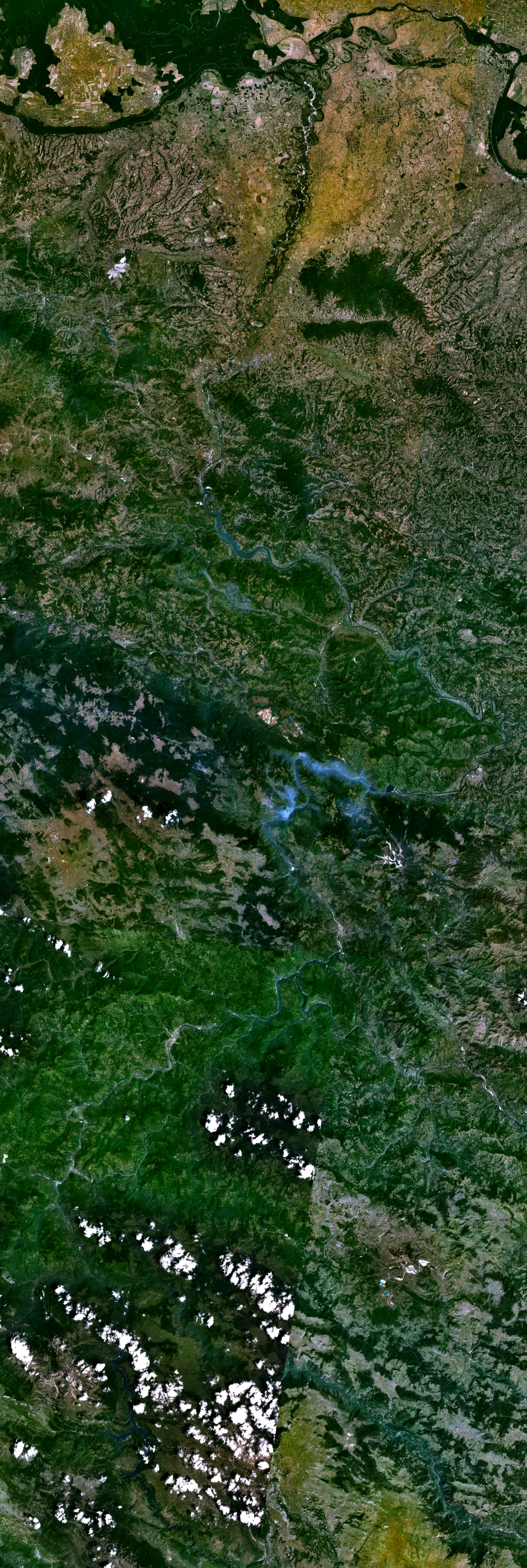
Vue satellite de la Drina

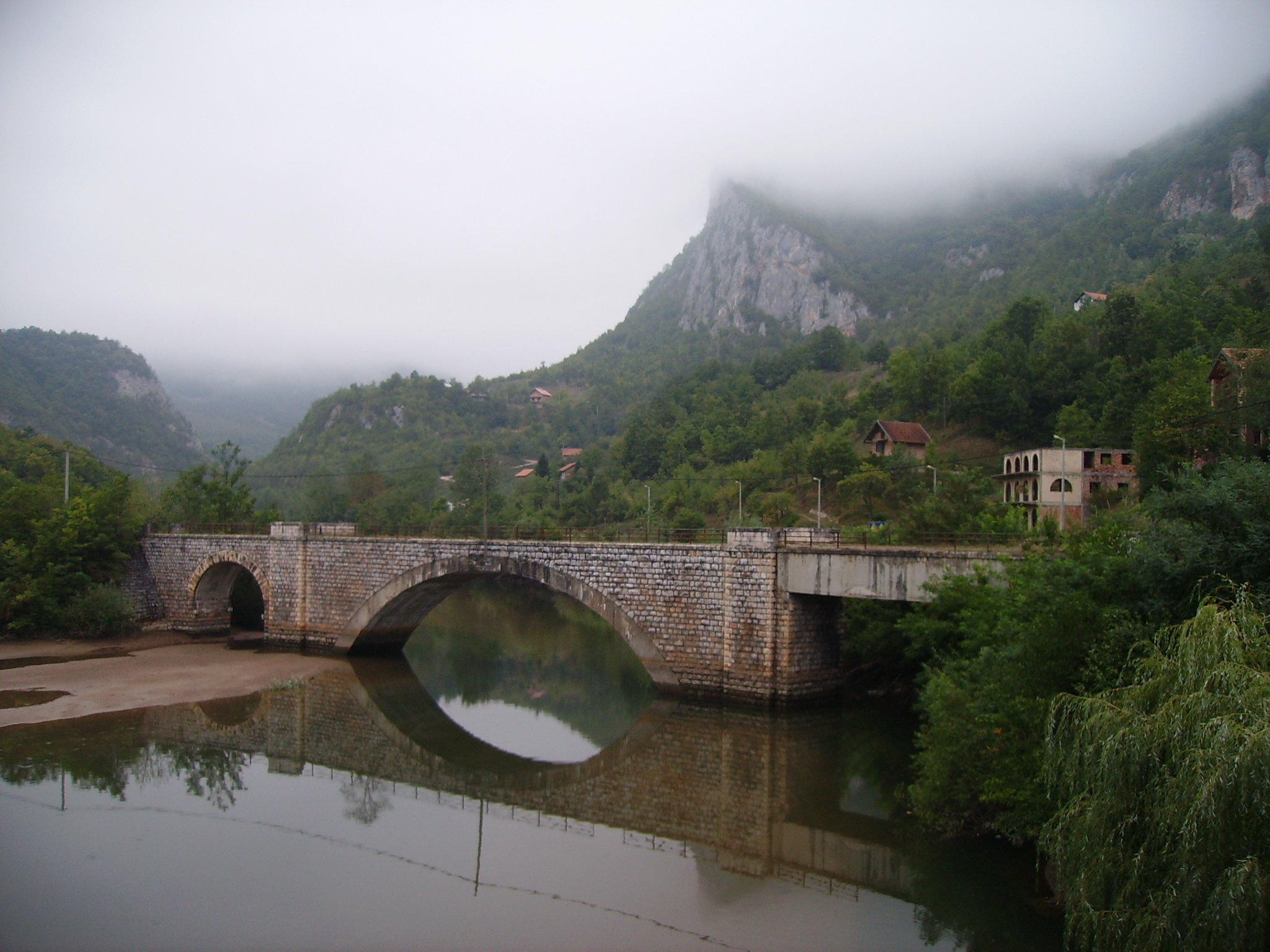
Pont ferroviaire sur la Prača à Ustiprača

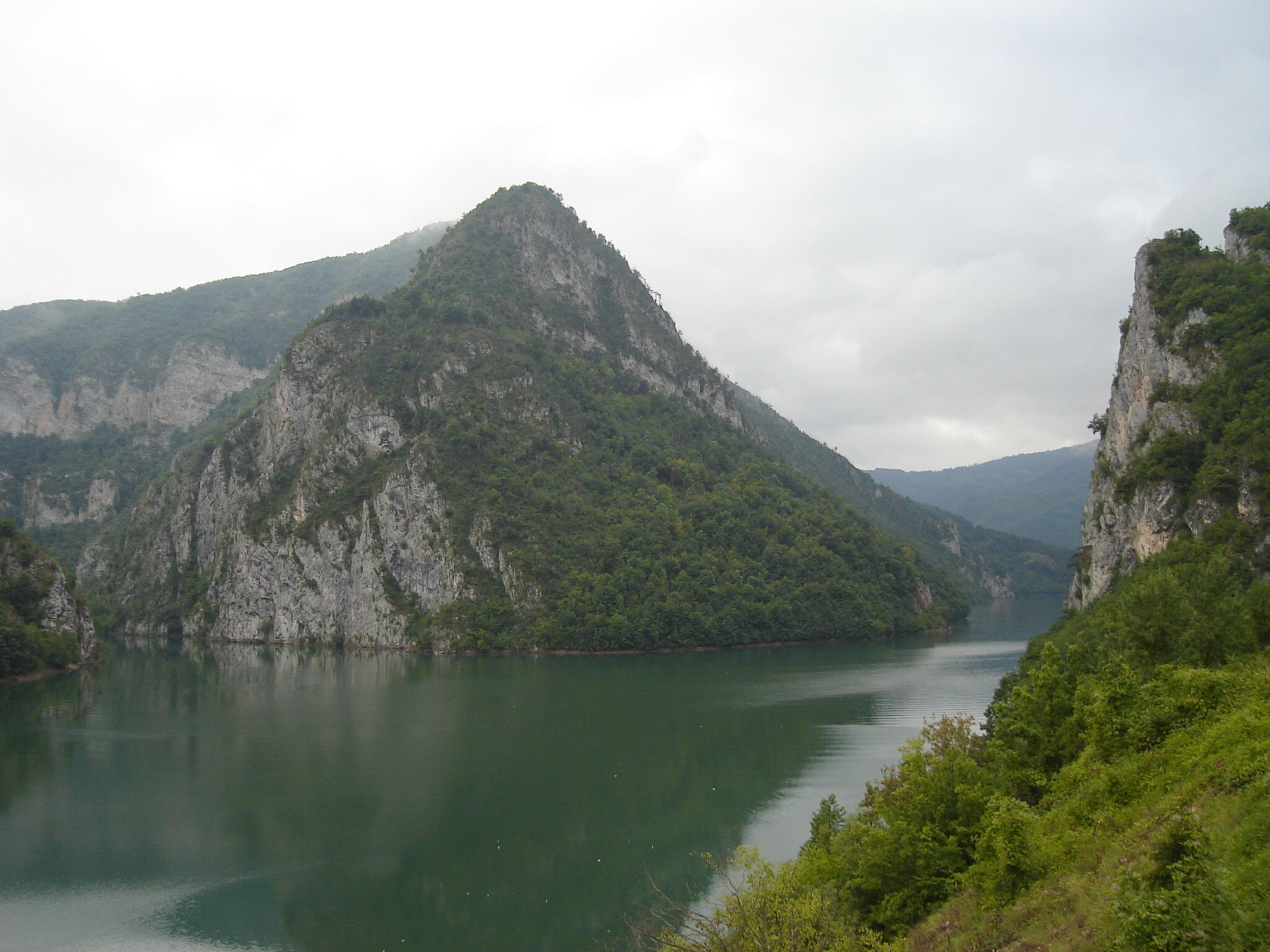
Le confluent du Lim et de la Drina

La Drina (en serbe cyrillique Дрина) est une rivière du Monténégro, de la Serbie et de la Bosnie-Herzégovine et un sous-affluent du Danube par la Save. Elle s'écoule sur 345 km et constitue pour une bonne part la frontière entre la Bosnie-Herzégovine et la Serbie.
La Drina est une rivière qui coule principalement dans les Alpes dinariques. Elle est formée par la réunion des rivières Tara et Piva qui, nées au Monténégro, confluent à la limite des régions de Bosnie et d'Herzégovine au village de Šćepan Polje. Généralement, la Drina coule en direction du nord et se jette dans la Save près du village de Crna Bara, au nord de la Serbie centrale. Sa longueur, calculée à partir du confluent des deux rivières qui lui donnent naissance, est de 345 km. La Drina n'est pas navigable mais, tout comme la Tara, elle offre de grandes possibilités pour le kayak et le rafting.

## Toponymie
Le nom actuel de la Drina dérive de son appellation latine de Drinus, qui lui-même vient du grec Dreinos.

## Hydrographie
Dans l'ensemble de son cours, la Drina coule du sud au nord. Sa longueur, calculée à partir du confluent des deux rivières qui lui donnent naissance, est de 345 km. et, sur 220 km, elle sert de frontière entre la Bosnie-Herzégovine et la Serbie. Mesurée depuis la source la Tara, son bras le plus long, elle coule sur 487 km. Le bassin versant de la Drina couvre une superficie de 19 926 km2, dont 7 228 km2 en Bosnie-Herzégovine, soit 6 391 km2 dans la république serbe de Bosnie et 837 km2 dans la fédération de Bosnie-et-Herzégovine ; le reste se répartit entre la Serbie et le Monténégro. Le plus important affluent de la Drina est le Lim, qui représente 28,6 % de la surface du bassin, suivi par la Tara (19,5 %) et la Piva (18,7 %). La Čeotina représente 5,6 % du bassin, la Drinjača 5,3 %, la Prača 5,3 %, la Sutjeska 3,3 %, le Jadar 2,5 %, le Rzav 2,0 % et les autres rivières 9,2 %.
Du sud au nord, les affluents de la rivière sont les suivants :
| Nom             | Longueur (km) | Rive   | Confluence       | Coordonnées                  |
| --------------- | ------------- | ------ | ---------------- | ---------------------------- |
| Sujeska         | 35            | gauche | Kosman           | 43° 22′ 24″ N, 18° 47′ 40″ E |
| Bjelava         | ?             | gauche | Trbušće          | 43° 27′ 28″ N, 18° 44′ 45″ E |
| Bistrica        | ?             | gauche | Brod             |                              |
| Čeotina         | 125           | droite | Foča             | 43° 30′ 42″ N, 18° 46′ 34″ E |
| Kolunska rijeka | ?             | gauche | Ustikolina       | 43° 34′ 56″ N, 18° 47′ 34″ E |
| Osanica         | ?             | gauche | Osanica          | 43° 36′ 34″ N, 18° 51′ 55″ E |
| Prača           | 61            | gauche | Ustiprača        | 43° 41′ 29″ N, 19° 05′ 05″ E |
| Janjina         | ?             | droite | Samobor          | 43° 41′ 01″ N, 19° 07′ 39″ E |
| Lim             | 220           | droite | Brodar           | 43° 44′ 02″ N, 19° 12′ 22″ E |
| Rzav            | 72            | droite | Višegrad         | 43° 47′ 13″ N, 19° 17′ 38″ E |
| Kukal           | ?             | droite | Đurevići         |                              |
| Žepa            | ?             | gauche | Slap             | 43° 56′ 03″ N, 19° 10′ 09″ E |
| Rogačica        | 29            | droite | Rogačica         | 44° 02′ 29″ N, 19° 37′ 06″ E |
| Trešnjica       | ?             | droite | sud de Ljubovija | 44° 06′ 57″ N, 19° 29′ 27″ E |
| Ljuboviđa       | 34            | droite | Ljubovija        | 44° 09′ 21″ N, 19° 30′ 00″ E |
| Drinjača        | ?             | droite | Drinjača         | 44° 17′ 11″ N, 19° 09′ 28″ E |
| Kamenica        | ?             | gauche | Đevanje          | 44° 19′ 12″ N, 19° 07′ 33″ E |
| Sapna           | ?             | gauche | Karakaja         | 44° 25′ 54″ N, 19° 08′ 40″ E |
| Jadar           | 79            | droite | Straža           | 44° 38′ 40″ N, 19° 16′ 54″ E |
| Lešnica         | 72            | droite | Lešnica          | 44° 39′ 58″ N, 19° 17′ 33″ E |
| Janja           | 53            | gauche | près de Janja    | 44° 40′ 01″ N, 19° 15′ 55″ E |

## Hydrologie
Le débit moyen de la Drina à sa confluence avec la Save est de 395 m3/s. Le régime de la rivière est de type pluvio-nival. La construction de nombreux réservoirs ont modifié le régime de la rivière en raison d'une augmentation de sa profondeur qui en a rendu le débit plus égal ; de fait, sur les 345 km que compte le parcours de la Drina, 115 km, soit un tiers de la longueur totale, sont occupés par des lacs artificiels, qui permettent également de réguler son débit et de réduire les risques d'inondation. La crue la plus exceptionnelle de la Drina a eu lieu les 10 et 11 novembre 1896 ; elle fut particulièrement sensible dans le cours moyen et supérieur de la rivière, notamment à Višegrad où la rivière a atteint 14,60 m sur l'étiage, recouvrant ainsi le pont Mehmed Pacha Sokolović.
Plusieurs stations hydrologiques enregistrent des données sur la rivière, comme celles de Foča, de Bajina Bašta depuis 1926 et de Radalj, au sud de Loznica, depuis 1976. D'autres stations de surface sont disséminées sur le bassin de la Drina, notamment en Serbie. Pour la période 1979-2006, la station de Radalj, située à 76 km de la confluence entre la Drina et la Save, a enregistré un minimum de débit, soit 39 m3/s le 3 août 1990, et un maximum, soit 3 480 m3/s, le 18 novembre 1979.
S'agissant de la hauteur d'eau, pour la période 1979-2006, un minimum de 47 cm a été enregistré à Radalj le 8 octobre 2006 et un maximum de 609 cm le 18 novembre 1979.
Pour la même période, la températeure de l'eau la plus faible mesurée à Radalj a été de 0,0 °C le 15 janvier 1985 et la plus élevée a été de 23,6 °C le 10 août 1994.
| Mois                        | Janv | Fév | Mars | Avr  | Mai  | Juin | Juil | Août | Sept | Oct  | Nov  | Déc  |
| --------------------------- | ---- | --- | ---- | ---- | ---- | ---- | ---- | ---- | ---- | ---- | ---- | ---- |
| Températures minimales (°C) | 0,0  | 0,2 | 1,0  | 4,0  | 3,4  | 4,3  | 14,4 | 14,0 | 12,8 | 7,0  | 3,2  | 1,0  |
| Températures moyennes (°C)  | 3,8  | 4,1 | 6,2  | 9,0  | 12,5 | 15,5 | 18,4 | 19,7 | 17,4 | 13,4 | 8,7  | 5,2  |
| Températures maximales (°C) | 9,2  | 7,4 | 11,4 | 14,2 | 20,0 | 22,6 | 23,2 | 23,6 | 23,4 | 19,6 | 14,6 | 11,2 |

## Géologie
La Drina est située sur la frange orientale des Alpes dinariques et, dans la partie septentrionale de son cours, au sud de la plaine pannonienne. Dans le haut de son cours, la Drina traverse d'épaisses strates de calcaire caractéristiques des Dinarides ; on y trouve aussi du calcaire dolomitisé et sableux, plus rarement de la dolomite, des marnes et des schistes du Néogène, des flyschs du Crétacé et des formations de diabase et de chert. Le moyenne cours de la rivière se caractérise par la présence roches magmatiques, de serpentinite, de grès et, localement, de calcaire sableux et marneux. Dans la partie inférieure de son cours, on rencontre du gravier, du gravier sableux et, sporadiquement, du sable.

## Géographie

### Sources et gorges

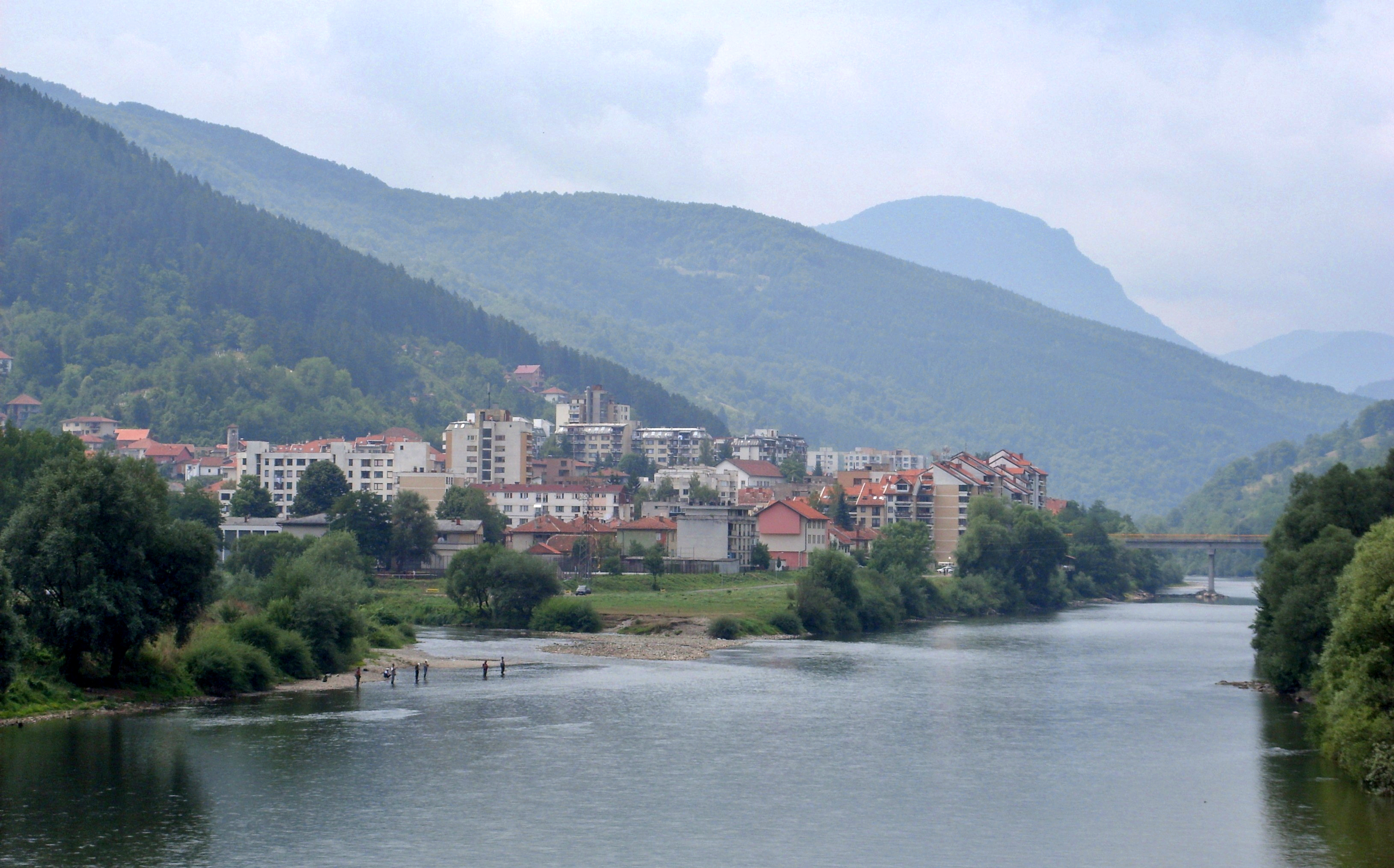
La Drina à Foča

La Drina prend sa source entre les monts du Maglić et de la Pivska planina, entre les villages de Šćepan Polje (au Monténégro) et Hum (Bosnie-Herzégovine). À sa naissance, elle s'oriente en direction de l'ouest puis effectue une large boucle en direction du nord-est, le long des pentes de la Maluša planina. Elle traverse ensuite les villages de Kosman, Prijedjel, Dučeli, Čelikovo Polje, Kopilovi, Trbušće, Brod et la ville de Foča. Dans cette partie de son cours, elle reçoit sur sa gauche les eaux de la Sutjeska, de la Bjelava et de la Bistrica ; la Čeotina, un de ses affluents droits, la rejoint à Foča.

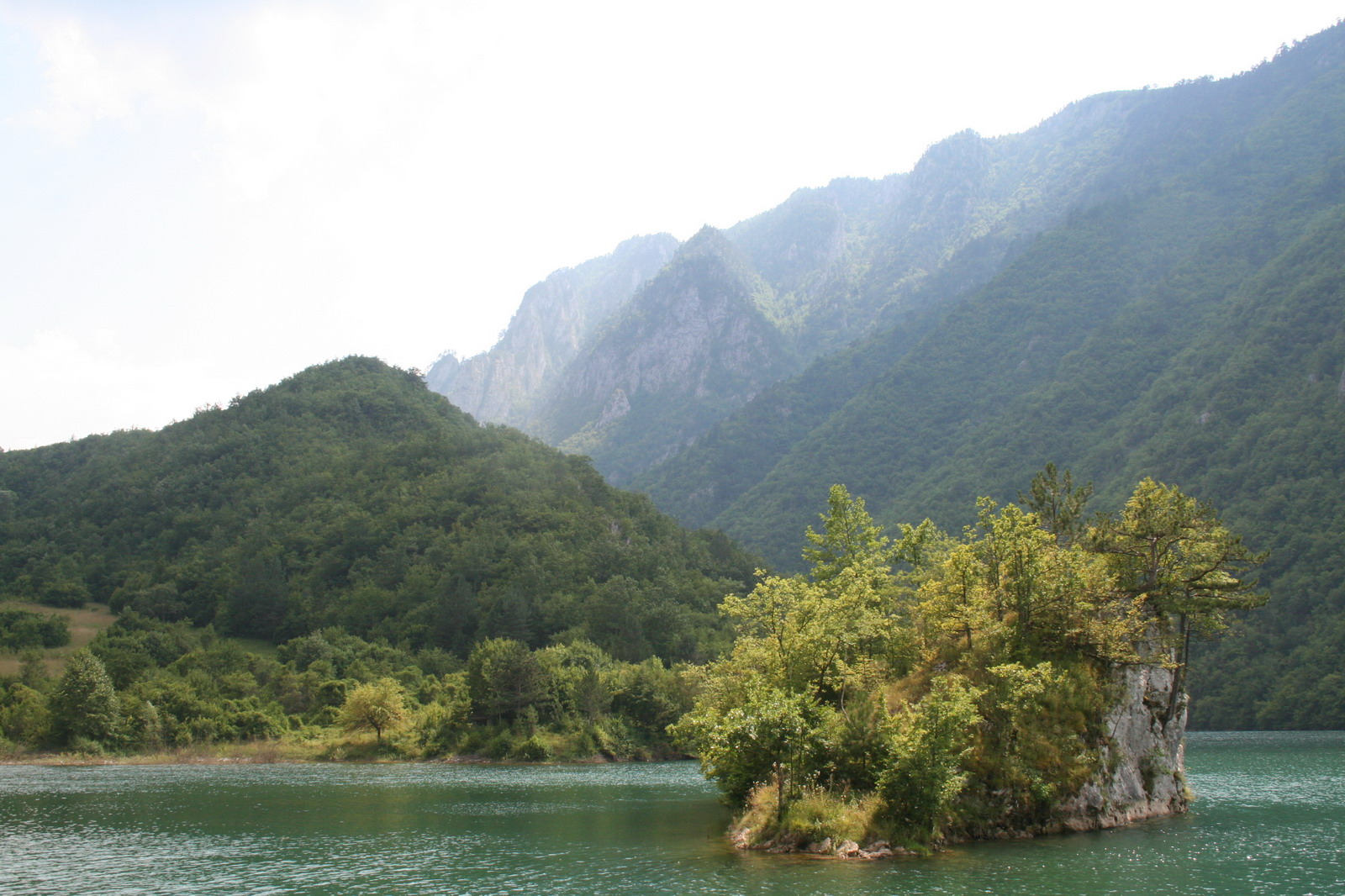
Les gorges de la Drina

À cet endroit, la Drina a creusé l'une des gorges principales de son parcours. Cette gorge, appelée Suhi Dol-Biserovina, longue de 45 km, s'écoule entre les monts Kovač et Jahorina. Les villages de Zlatari, Jošanica, Ustikolina, Cvilin, Zebina Šuma, Osanica, Kolovarice, Vranići, Mravinjac, Biljin, Vitkovići et Zupčići sont situés dans la gorge, tout comme la ville de Goražde. La rivière y reçoit deux affluents gauches, la Kolunska rijeka et l'Osanica.
La Drina poursuit sa route en direction du nord-est, coulant près des villages de Žuželo, Odžak, Kopači et Ustiprača et entrant dans la gorge de Međeđa qui s'étend sur 26 km entre les monts Vučevica et Devetak. La partie la plus étroite de cette gorge se situe à Tijesno. Elle reçoit alors les eaux de la rivière Prača sur sa gauche et celles de la Janjina et du Lim sur sa droite. Les villages de Trbosilje, Međeđa et Orahovci sont situés dans la gorge, ainsi que le lac artificiel de Višegrad, créé par le barrage qui alimente la centrale hydroélectrique de Višegrad.
À Višegrad, la Drina reçoit le Rzav sur sa droite et elle s'oriente vers le nord-ouest au mont Suva Gora en entrant dans la gorge de Klotijevac. Cette gorge, longue de 38 kilomètres et profonde d'un kilomètre, a été creusée entre les monts Bokšanica (à l'ouest) et Zvijezda (à l'est). Les villages de Sase, Resnik, Đurevići et Gornje Štitarevo sont situés dans la gorge et, sur cette partie de son cours, la rivière Kukal se jette dans la Drina en venant de la droite. Au village de Slap, la rivière reçoit sur sa gauche les eaux de la Žepa et elle s'oriente brusquement vers l'ouest. Près du village de Jagoštica, elle devient la frontière entre la Bosnie-Herzégovine et la Serbie.

## Rivière frontière

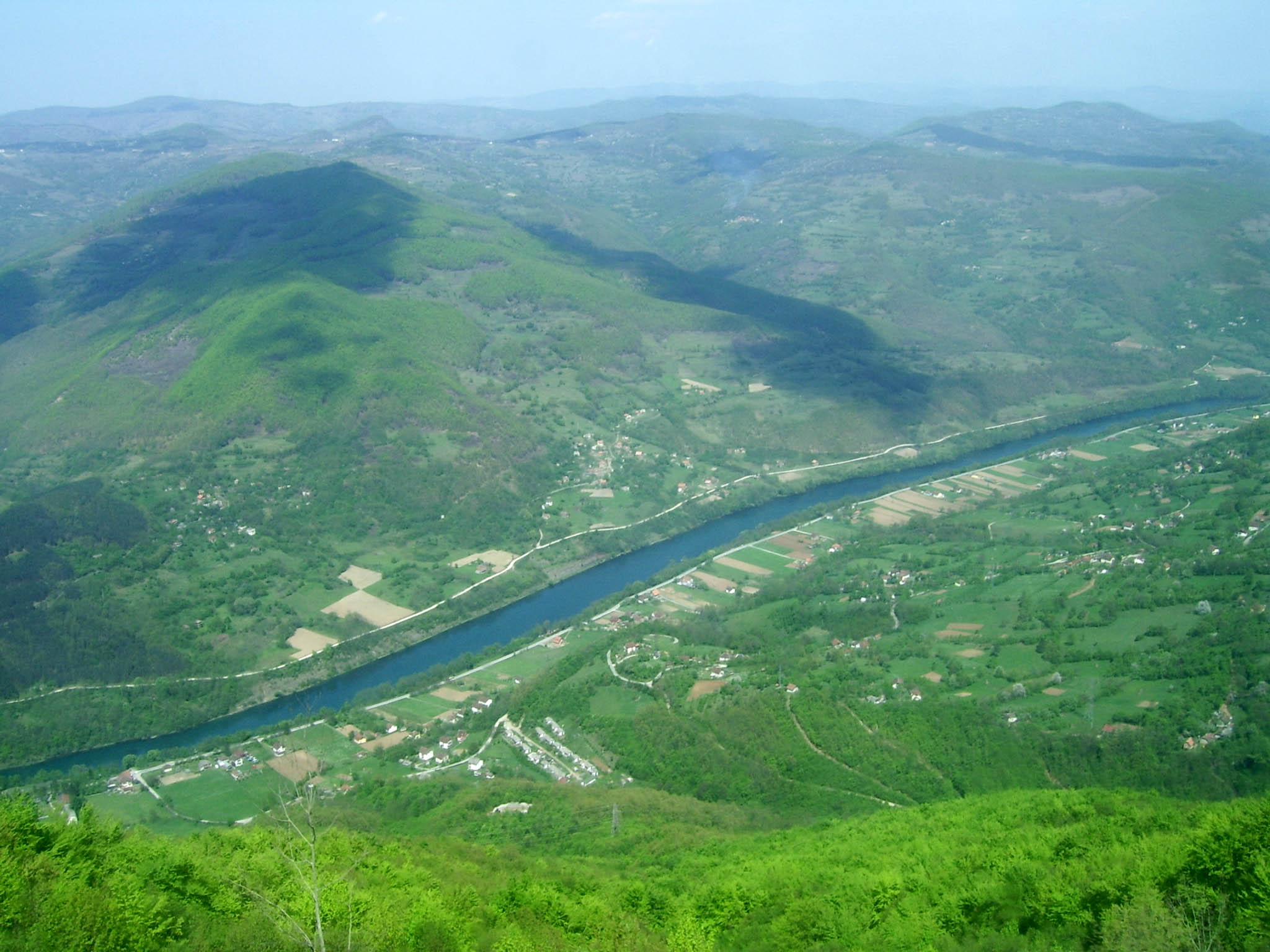
La Drina, à la hauteur des monts Tara

Dans cette partie de son cours, la Drina coule entre les monts Zvijezda et Sušica. À la hauteur du village de Perućac, sur les pentes septentrionales des monts Tara (en Serbie), un barrage construit pour alimenter la centrale hyrdroélectrique de Bajina Bašta y a créé le lac de Perućac ; situé à une altitude de 290 m, il s'étend sur 12,4 km2 et ses eaux atteignent une profondeur de 70 m. Les villages de Prohići et Osatica, en Bosnie-Herzégovine, sont situés sur ses bords, ainsi que les ruines de la cité médiévale de Đurđevac. De nombreuses sources provenant des monts Tara se jettent dans la Drina en formant des cascades.
La Drina longe ensuite les villages de Peći, Dobrak, Skelani (en Bosnie-Herzégovine) et Zaugline (en Serbie), puis atteint la ville serbe de Bajina Bašta. À la hauteur des villages de Donja Crvica et Rogačica, la rivière forme une large boucle et oriente sa course vers le nord-ouest. Ce brusque changement de direction a formé les régions d'Osat et de Ludmer dans la république serbe de Bosnie, séparées par la Drina de la sous-région d'Azbukovica qui fait partie de la région du Podrinje serbe.

### Haut Podrinje
Coulant sur les pentes occidentales du mont Bukovica, la Drina passe près des villages de Gvozdac, Okletac, Strmovo, Bačevci, Donje Košlje, Drlače, Vrhpolje, Donja Bukovica (en Serbie), Boljevići, Fakovići, Tegare, Sikirić et Voljavica (en Bosnie-Herzégovine), avant d'atteindre les villes de Ljubovija, ville serbe qui est la capitale de la région d'Azbukovica (ou Haut Podrinje) et de Bratunac, ville bosnienne qui est le centre de la région de Ludmer. La Drina y reçoit sur sa droite les eaux de la Ljuboviđa et passe entre les monts Jagodnja et Boranja (en Serbie) et le mont Glogova (en Bosnie-Herzégovine). Après les ruines de la cité médiévale de Mikuljak, elle passe à Mičići, Uzovnica, Crnča, Voljevci (en Serbie), Krasanovići, Dubravice, Polom et Zelinje (en Bosnie-Herzégovine). La rivière est ensuite inondée par le lac de Zvornik, créé par la construction du barrage et de la centrale hydroélectrique de Zvornik. Les villages d'Amajić, Culine (en Serbie), Sopotnik, Drinjača et Ðevanje (en Bosnie-Herzégovine) sont situés au bord du lac. À cette hauteur la rivière Drinjača, venant de la région bosnienne de Gornji Birač, se jette dans le lac.

### Bas Podrinje

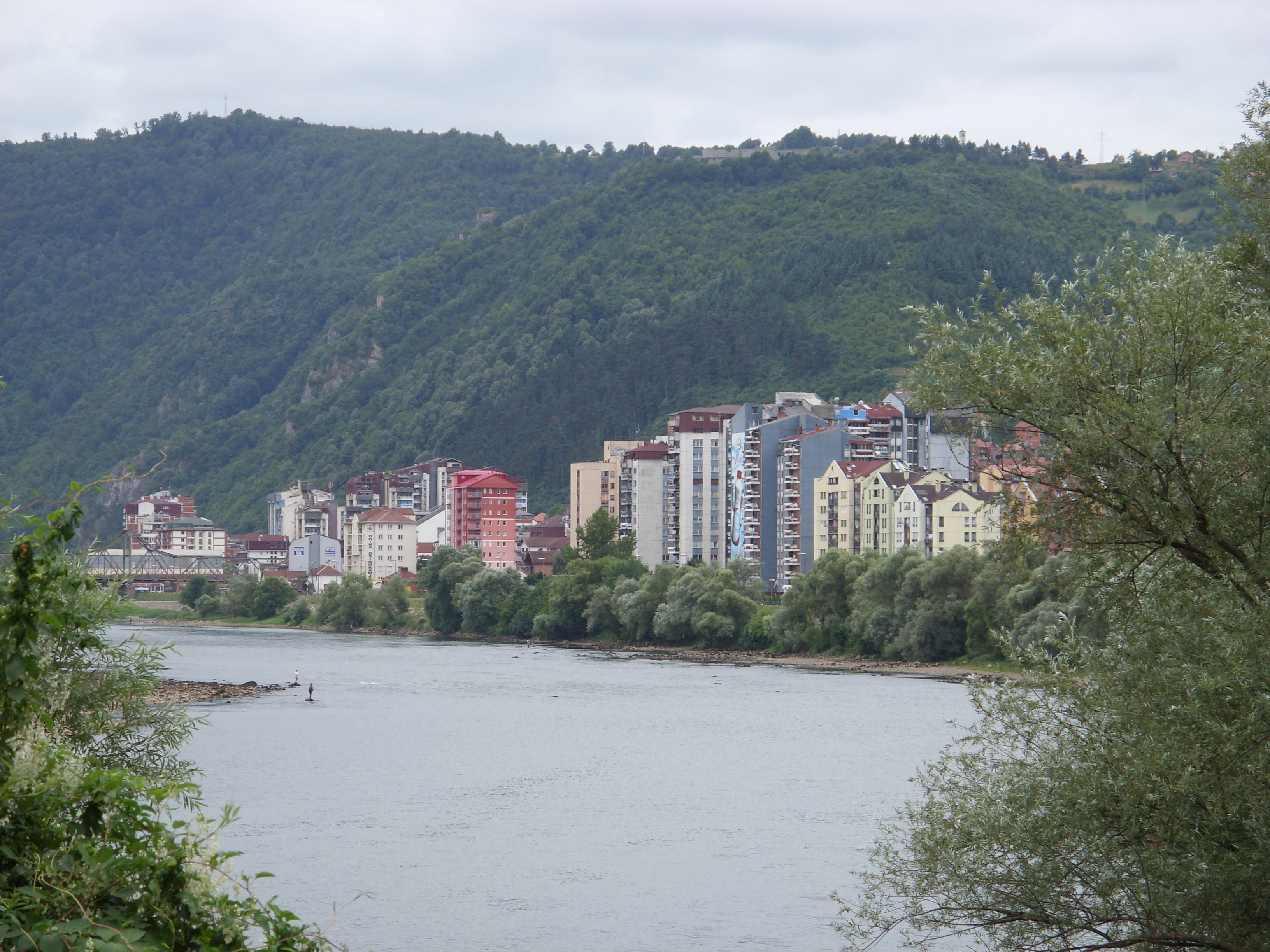
La Drina à Zvornik

Après la ville double de Zvornik (Bosnie-Herzégovine)-Mali Zvornik (Serbie), la Drina coule entre le mont Majevica, en Bosnie-Herzégovine, et le mont Gučevo, en Serbie, puis elle entre dans la région du Bas Podrinje. Après le village de Kozluk, elle ne longe plus que quelques localités en Bosnie-Herzégovine : en dehors de la ville de Janja, qui se trouve à quelques kilomètres de la rivière, elle traverse quelques villages comme Branjevo et Glavičice. Du côté serbe, la Drina longe les villages de Brasina et de Rečane, elle passe les ruines de la cité médiévale de Koviljkin Grad et borde la ville et la station thermale de Banja Koviljača, la ville industrielle de Loznica, qui est aussi le centre historique de la région de Podrinje, ainsi que Lozničko Polje, son faubourg le plus important.

### Basse Drina
La Drina entre ensuite dans la partie inférieure de son cours, au sud de la Plaine pannonienne. Elle entre dans la région serbe de Jadar et y reçoit les eaux de la rivière Jadar, puis dans celle d'Iverak, où elle reçoit les eaux de la Lešnica. À cet endroit, la Drina se divise pour former de nombreux bras, créant ainsi la plus grande plaine fluviale de l'ex-Yougoslavie. À l'est, s'étend la région serbe de la Mačva et, à l'ouest, la région de Semberija, en Bosnie-Herzégovine, où elle reçoit les eaux de la rivière Janja. Les bras du delta de la Drina forment de nombreux méandres, avec des eaux peu profondes, des îles et des bancs de sable. Finalement, la rivière se jette dans la Save entre le village serbe de Crna Bara et le village bosnien de Bosanska Rača. Dans cette partie de son cours, la Drina a connu des variations de flux qui, vu l'altitude plutôt basse de cette région, ont causé plusieurs changements de parcours ; autrefois, la rivière se jetait dans la Save près de la ville serbe de Šabac, à 30 km de son embouchure actuelle.

## Climat
La station météorologique de Loznica, située à 121 m d'altitude, enregistre des données depuis 1901 (coordonnées 44° 33′ N, 19° 14′ E).
Pour la période de 1961 à 1990, les moyennes de température et de précipitations s'établissaient de la manière suivante :
| Mois                                       | Janv | Fév  | Mars | Avr  | Mai  | Juin | Juil | Août | Sept | Oct  | Nov  | Déc  | Année |
| ------------------------------------------ | ---- | ---- | ---- | ---- | ---- | ---- | ---- | ---- | ---- | ---- | ---- | ---- | ----- |
| Températures maximales moyennes (°C)       | 3,8  | 6,9  | 12,1 | 17,5 | 22,4 | 25,3 | 27,4 | 27,4 | 23,9 | 18,3 | 11,3 | 5,6  | 16,8  |
| Températures moyennes (°C)                 | -0,2 | 2,3  | 6,5  | 11,4 | 16,1 | 19,2 | 20,7 | 20,1 | 16,5 | 11,3 | 6,2  | 1,8  | 11,0  |
| Températures minimales moyennes (°C)       | -3,5 | -1,4 | 1,8  | 6,0  | 10,4 | 13,6 | 14,8 | 14,3 | 11,2 | 6,6  | 2,5  | -1,4 | 6,2   |
| Moyennes mensuelles de précipitations (mm) | 51,0 | 49,2 | 57,7 | 70,0 | 82,7 | 99,5 | 84,4 | 76,3 | 61,9 | 53,7 | 70,3 | 63,6 | 820,3 |

## Faune et flore

### Faune

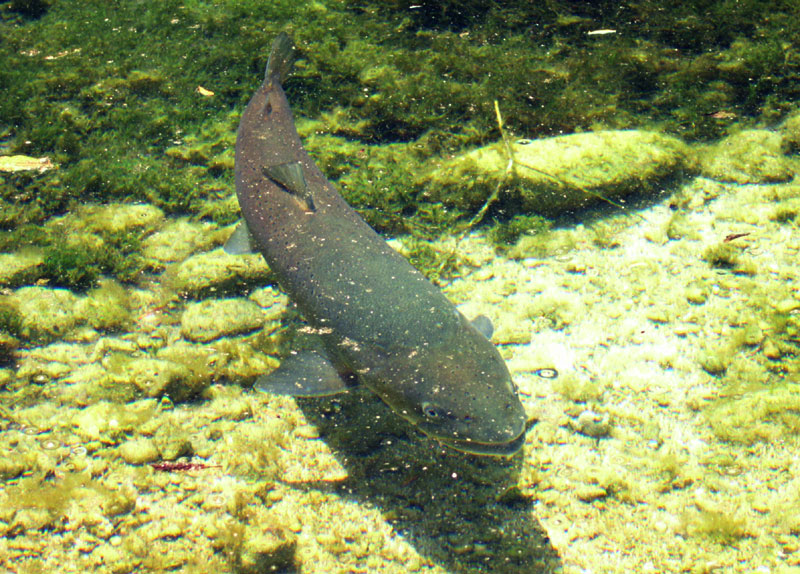
Le huchon

La Drina abrite de nombreuses espèces de poissons. On y rencontre notamment plusieurs Salmonidés, comme la Truite fario (Salmo trutta fario), le Huchon (Hucho hucho), et la Truite arc-en-ciel (Salmo gairdneri irideus ou Oncorhynchus mykiss), qui toutes trois font partie de la sous-famille des Salmoninae, ou bien encore l'Ombre commun (Thymallus thymallus), qui appartient à la sous-famille des Thymallinae. On rencontre une vingtaine d'espèces appartenant à la famille des cyprinidés, dont le Hotu (Chondrostoma nasus), la Chevesne (Leuciscus cephalus), l'Ide mélanote (Leuciscus idus), le Barbeau (Barbus barbus), le Gardon (Rutilus rutilus), le Gardon galant (Rutilus pigus), le Rotengle (Scardinius erythrophthalmus) la Brème commune (Abramis brama), la Brème bleue (Abramis ballerus) et la Vimbe (Vimba vimba) ; dans cette même famille de poissons, on trouve aussi la Tanche (Tinca tinca), le Goujon (Gobio gobio), l'Ablette (Alburnus alburnus), la Carpe amour (Ctenopharyngodon idella) et l'Aspe (Aspius aspius). Parmi les Percidés, figurent la Perche commune (Perca fluviatilis), la Grémille (Gymnocephalus cernuus), deux espèces du genre Zingel, Zingel zingel et Zingel streber, et le Sandre (Sander lucioperca). La famille des Esocidae est représentée par le Brochet (Esox Lucius), celle des Centrarchidae par le Crapet-soleil (Lepomis gibbosus), celle des Siluridés par le Silure glane (Silurus glanis), celle des Cobitidae, par la Loche d'étang (Misgurnus fossilis) et la Loche de rivière (Cobitis taenia). Deux autres familles de poissons sont également présentes dans la Drina, celle des Acipenseridae, communément appelés esturgeons, avec le Sterlet (Acipenser ruthenus), et celle des Gadidae, avec la Lote (Lota lota).

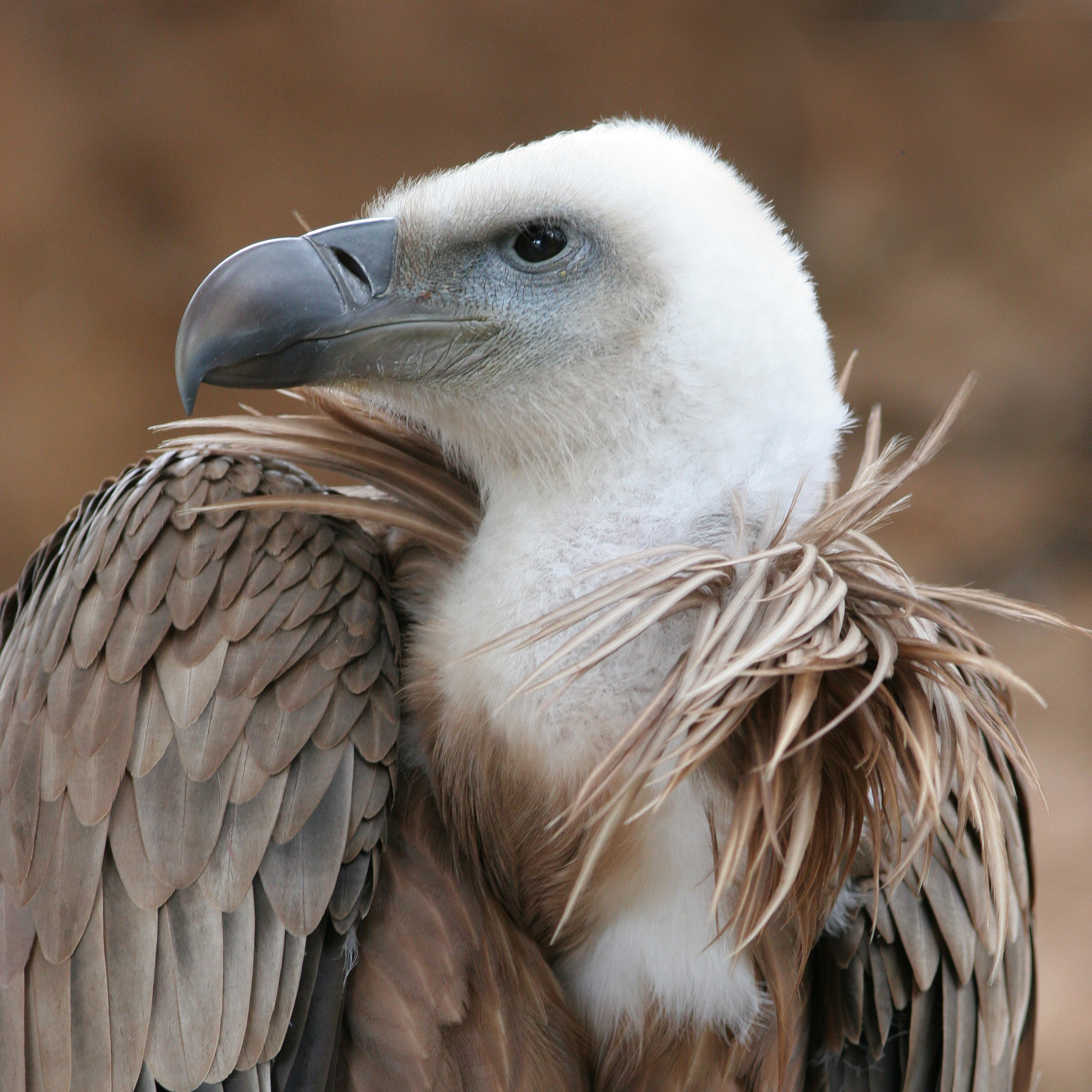
Le vautour fauve

Dans les montagnes situées en bordure de la rivière, on peut rencontrer plus de cinquante espèces de Mammifères, dont l'Ours brun (Ursus arctos), le Chamois (Rupicapra rupicapra), le Chevreuil (Capreolus capreolus), le Sanglier (Sus scrofa), ou encore la Loutre (Lutra lutra) et le Hérisson. Parmi les mammifères prédateurs vivent le Lynx (Lynx), le Chat sauvage (Felis silvestris), le Loup (Canis lupus) et le Renard. On y croise encore la Martre des pins (Martes martes) ou la Musaraigne alpine (Sorex alpinus). Aux abords de la rivière nichent plus de 150 espèces d'oiseaux. Parmi les espèces les plus importantes figurent le Faucon pèlerin (Falco peregrinus), l'Aigle royal (Aquila chrysaetos), le Petit-duc scops (Otus scops), le Pic vert (Picus viridis), le Pic cendré (Picus canus) ou le Rouge-queue à front blanc (Phoenicurus phoenicurus). On peut encore y rencontrer le Vautour fauve (Gyps fulvus), le Hibou grand-duc (Bubo bubo) ou encore le Tétras lyre (Lyrurus tetrix). Le Râle des genêts (Crex crex) est également présent dans le secteur.

### Flore

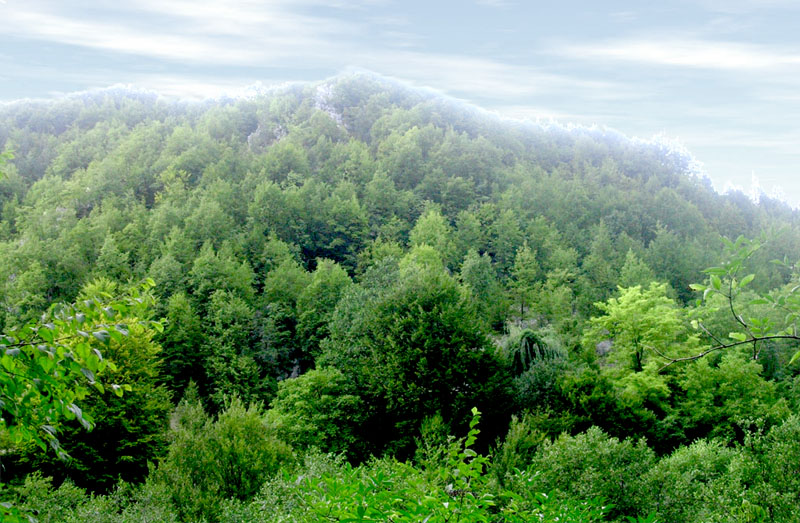
Les forêts des monts Tara

Les abords de la Drina sont densément boisés. À proximité du lac de Zaovine, dans les monts Tara, le botaniste serbe Josif Pančić a découvert une espèce rare d'épicéa, endémique de la vallée de la Drina, à laquelle il a donné le nom de Picea omorika, l'« Épicéa de Serbie » ; cet arbre est également connu sous le nom de pančićeva omorika (en serbe cyrillique : панчићева оморика) et il peut atteindre des hauteurs considérables. En raison de son importance scientifique, l'Épicéa de Serbie a été placé sous la protection de l'État serbe. Outre cette espèce protégée, le secteur de la Drina abrite de nombreux pins et sapins, ainsi que des hêtres. Le parc national de Tara, situé le long de la rivière, est un conservatoire pour de nombreuses plantes paléoendémiques de la région, comme Centaurea derventana, Potentilla visianii, l'Ancolie mauve (Aquilegia grata), Edraianthus graminifolius, Gypsophila spergulifolia, Onosma stellulata, ainsi que la seule espèce du genre Halacsya répertoriée, Halacsya sendtneri. On y rencontre aussi Cephalaria pastricensis, Haplophyllum boissieranum, Daphne blagayana, ou encore une espèce d'érable, Acer heldreichii, l'« Érable des Balkans ». Les abords de la rivière abritent également un certain nombre d'espèces endémiques ou subendémiques des Balkans, comme Euphorbia subhastata, Eperua glabriflora, Satureja subspicata, une herbacée du genre Cerastium (Cerastium decalvans), Moehringia bavarica ou une espèce d'Épiaires (Stachys anisochila). Dans ce même domaine, on peut encore signaler Thymus jankae, la Gentiane des Alpes dinariques (Gentiana dinarica) ou encore la Corydale jaunâtre (Pseudofumaria alba), Potentilla mollis, Silene monachorum ou Pedicularis heterodonta. D'autres plantes encore croissent dans la région, comme l'œillet de pierre (Dianthus petraeus) et l'Œillet des rochers (Dianthus sylvestris papillosus), ou encore des genêts (Genista friwaldskyana), du Lin (Linaria rubioides), des Arabettes (Arabis procurrens), Verbascum bosnense et des Pois de senteur (Lathyrus binnatus).

## Démographie

### Généralités

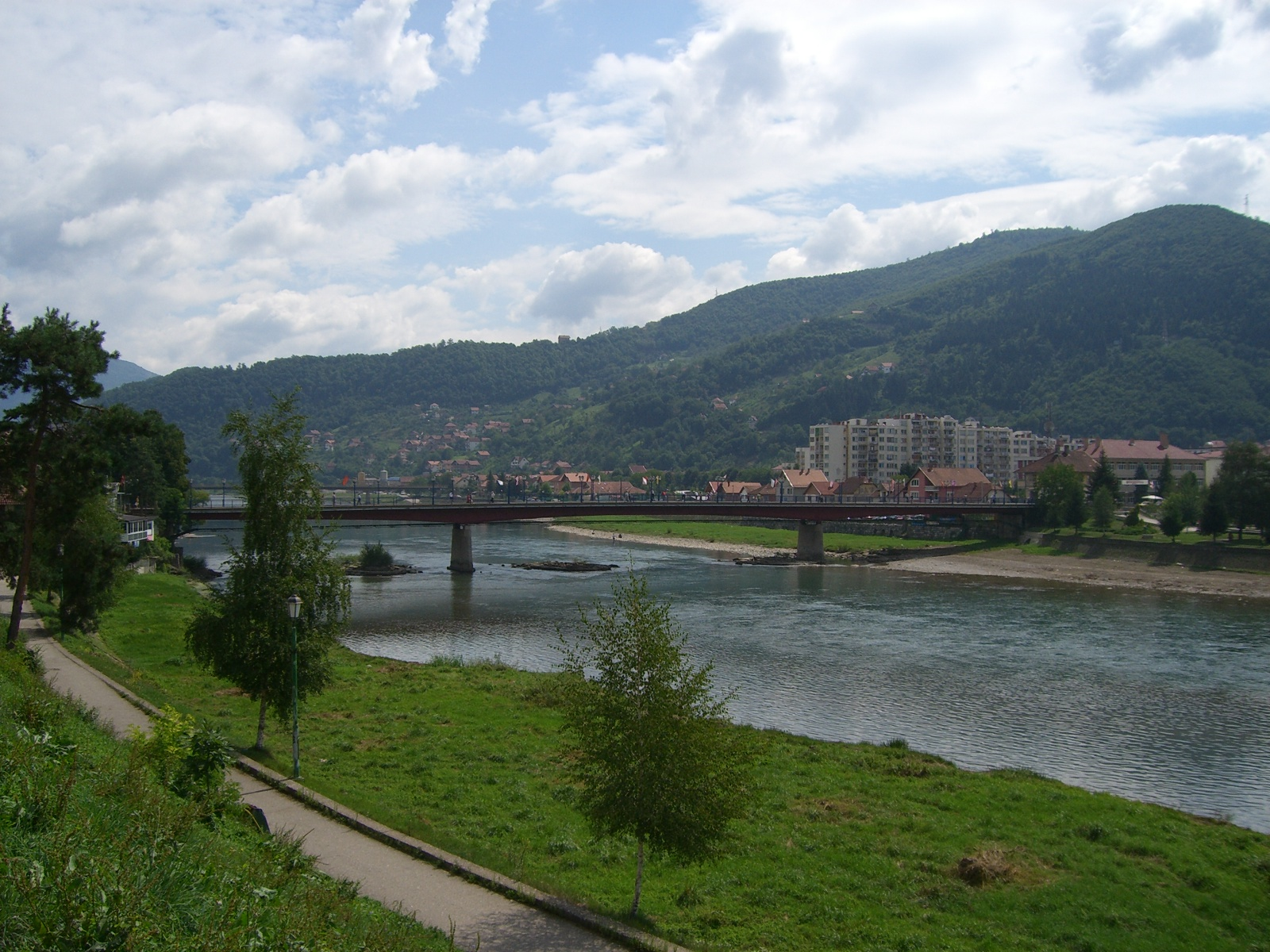
La Drina à Goražde

Pour la partie bosnienne de la région de la Drina, aucun recensement général n'a été effectué depuis 1991 ; de ce fait, compte tenu des déplacements de populations provoqués par la guerre de Bosnie-Herzégovine, les données sont à envisager avec beaucoup de précaution. Les populations qui se définissent aujourd'hui comme bosniaques n'étaient pas représentées en 1991 ; pour l'essentiel, elles correspondent à la nationalité musulmane, reconnue par Tito. Sur la rive droite de la Drina, en Serbie, un recensement officiel a eu lieu en 2002 ; les catégories nationales Musulmans et Bosniaques y étaient proposées. La catégorie Yougoslaves, commune aux recensements de 1991 dans l'ex-Yougoslavie et de 2002 en Serbie, recense des populations qui préféraient une définition supra-ethnique.
En Bosnie-Herzégovine comme en Serbie, l'unité administrative de référence est la municipalité (en bosnien : općina ; en serbe : општина et opština), parfois appelée commune en français ; grosso modo, cette entité est l'équivalent d'un département français.

### Peuplement

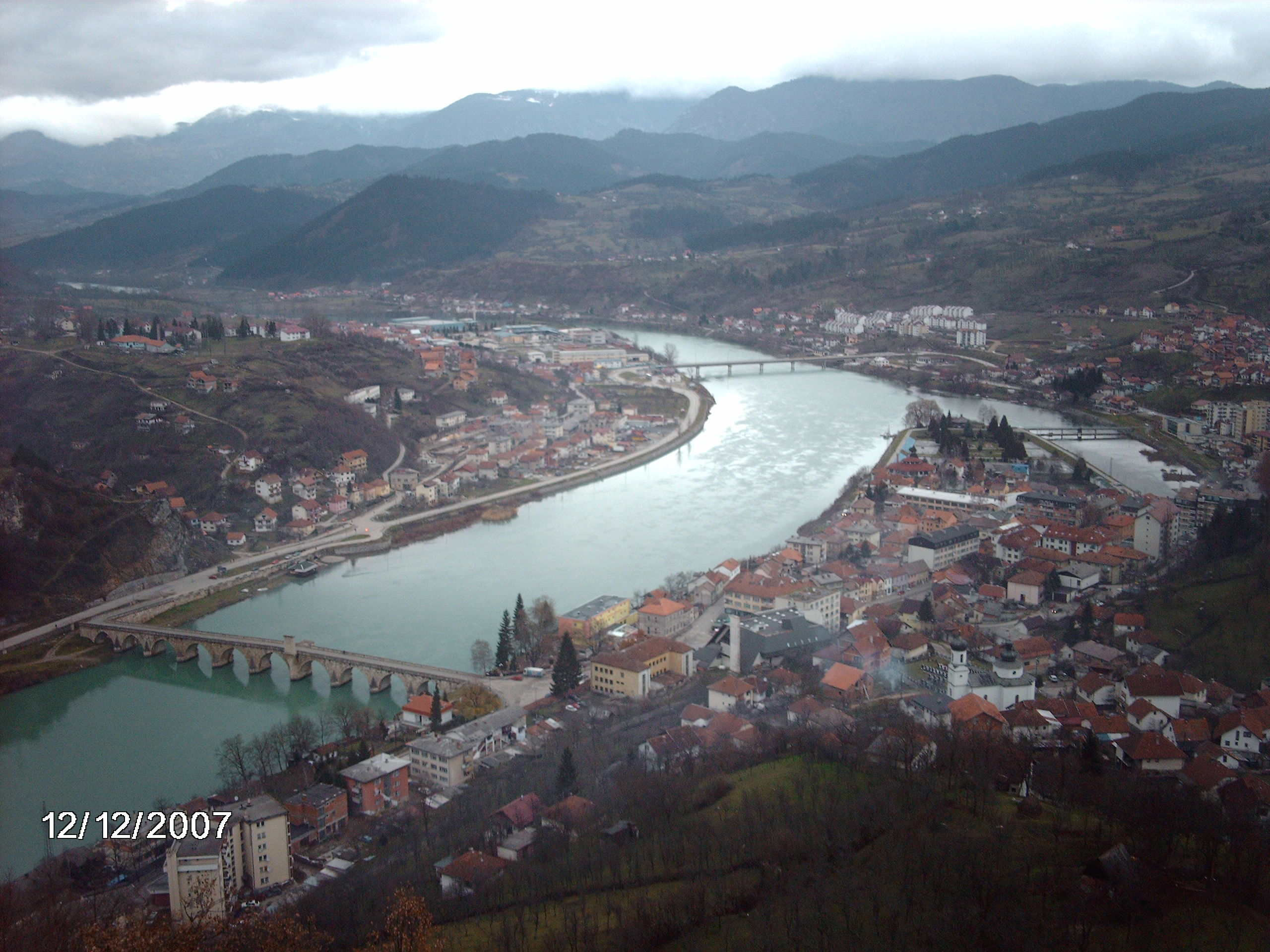
La Drina à Višegrad

Dans la partie méridionale de son cours, la Drina traverse d'abord la municipalité de Foča, située dans la république serbe de Bosnie ; en 1991, elle comptait 40 713 habitants, dont 20 790 Musulmans (51,31 %) et 18 315 Serbes (45,20 %) ; la population de la ville de Foča, sur la Drina, qui s'élevait à 7 901 habitants en 1991 était estimée à 11 948 habitants en 2009. Au nord de Foča, la municipalité de Goražde comptait 37 573 habitants, dont 69,98 % de Musulmans ; la ville, qui comptait 16 273 habitants en 1991, possède aujourd'hui une population estimée à 17 990. Depuis les accords de Dayton, une partie de cette municipalité a été rattachée à celle de Novo Goražde et intégrée dans la république serbe de Bosnie. La municipalité de Rudo, située sur la rive droite de la Drina, comptait 11 571 habitants et la ville proprement dite 2 077, avec respectivement 70,43 % et 57,92 % de Serbes. Au nord-est de Goražde, la ville de Višegrad comptait 6 902 habitants au recensement de 1991 et en 2009, selon les estimations, 22 740 habitants ; la municipalité dont elle est le centre comptait 21 199 habitants en 1991, dont 63,54 % de Musulmans.
Après Višegrad, la Drina sert de frontière entre la Bosnie-Herzégovine et la Serbie ; la rive gauche de la rivière fait partie de la république serbe de Bosnie et la rive droite longe la Serbie centrale. Sur la rive gauche, la Drina sert de limite à la municipalité de Srebrenica qui, en 1991, était peuplée de 36 666 habitants, dont 75,19 % de musulmans ; le centre administratif de cette municipalité, Srebrenica, située à quelques kilomètres de la rivière, comptait alors 5 746 habitants, dont 63,92 % de Musulmans. Après Srebrenica, la municipalité de Bratunac, toute en longueur, s'étire du sud au nord le long de la Drina ; la ville, avec 7 695 au recensement de 1991, était habitée par une population estinée à 6 800 habitants en 2009 ; en 1991, la population de la municipalité représentait 33 619 habitants, dont 64,05 de Musulmans. Sur la rive droite s'étend la municipalité serbe de Bajina Bašta, dans le district de Zlatibor ; selon le recensement de 2002, la ville comptait 9 543 habitants et la municipalité dont elle est le centre 29 151, dont 97,99 % de Serbes ; en 2009, la population de la ville était estimée à 10 131 habitants.

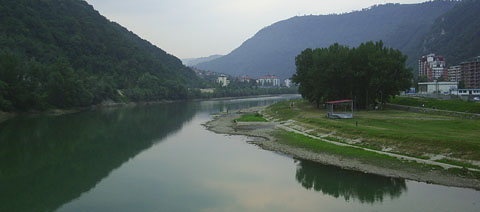
La Drina à Zvornik

Plus au nord et toujours sur la rive droite s'étend la municipalité de Ljubovija, dont de nombreux villages se trouvent au bord de la Drina ; en 2002, cette municipalité, située dans le district de Mačva, comptait 17 852 habitants, dont 93,59 % de Serbes,. Plus au nord, les municipalités de Zvornik (en Bosnie-Herzégovine) et de Mali Zvornik (en Serbie) sont bordées par la Drina. Selon le recensement de 1991, la municipalité de Zvornik abritait 81 295 habitants, dont 59,16 % de Musulmans, et la ville elle-même 14 584, avec une population estimée à 21 515 habitants en 2009. En 2002, Mali Zvornik, le « Petit Zvornik », comptait 4 736 habitants et la municipalité dont elle est le centre 14076, dont 93,35 % de Serbes,. Dans la dernière partie de son cours, la Drina longe les municipalités de Bijeljina (en république serbe de Bosnie), de Loznica et de Bogatić (en Serbie).
En 1991, la municipalité de Bijeljina avait une population de 96 988 habitants, dont 59,17 % de Serbes ; la ville elle-même, située à quelques kilomètres de la Drina, comptait 36 414 habitants, dont 52,24 % de Musulmans. Située à proximité de la rivière, la localité de Janja, dans la municipalité de Bijeljina, comptait 10 458 habitants en 1991, dont 94,38 % de Musulmans, ; en 2009, sa population était estimée à 29 375 habitants. Sur la rive droite, en Serbie et dans le district de Mačva, se trouve la municipalité de Loznica, qui, en 2002, comptait 86 413 habitants, dont 96,89 % de Serbes,. La ville, qui était peuplée de 19 863 habitants, en comptait 21 964 en 2009. La municipalité de Bogatić, quant à elle, comptait 32 990 habitants.

## Activités

### Infrastructures

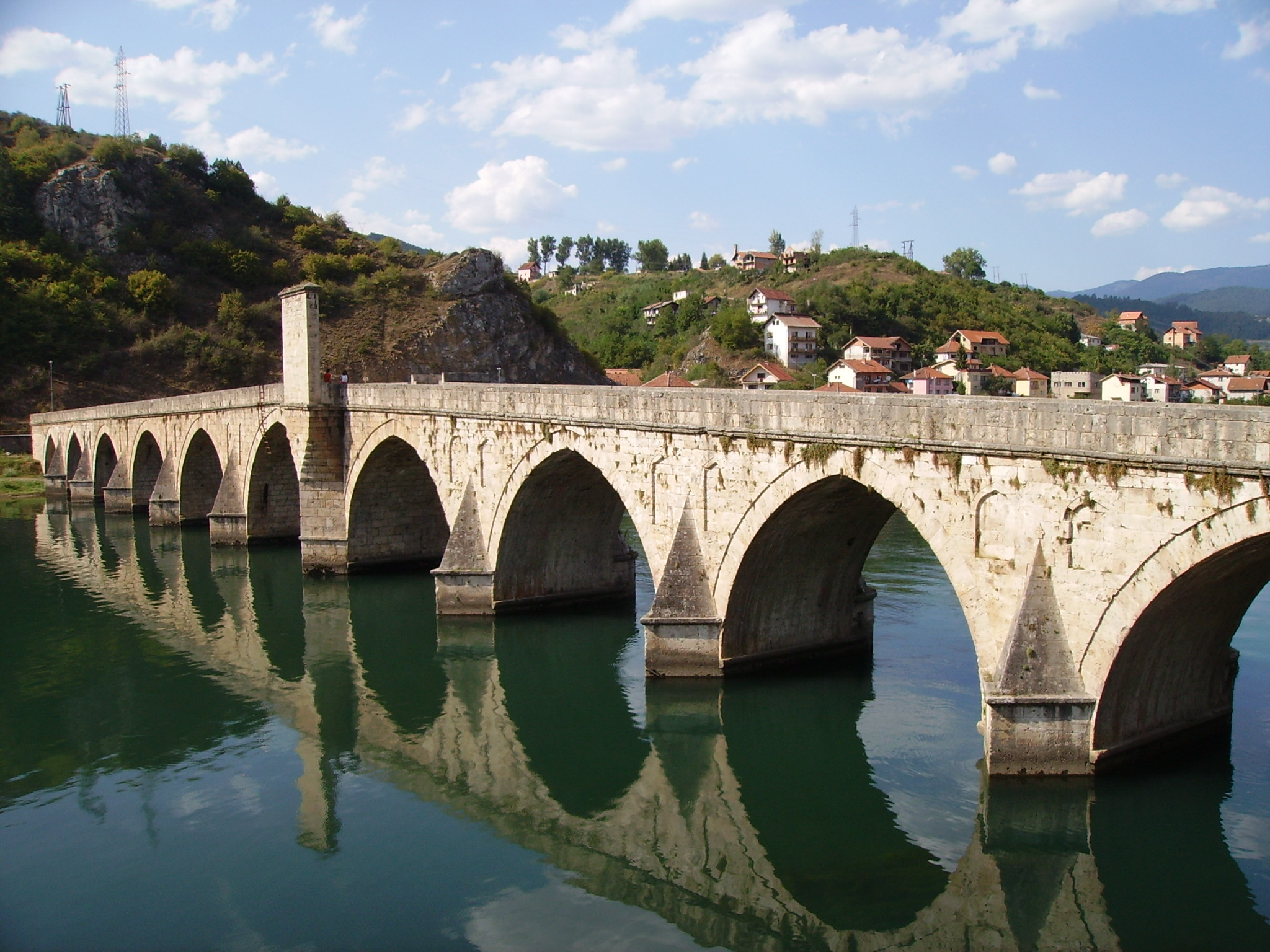
Le pont Mehmed Pacha Sokolović, à Višegrad

Dans la partie méridionale de son cours, de Šćepan Polje à Brod, la Drina est longée sur sa droite par la route européenne E762, en provenance de Podgorica au Monténégro, et, sur sa gauche, en Bosnie-Herzégovine, par la route nationale 20 ; à la hauteur de Brod, la E762 quitte la Drina et s'oriente vers le nord-ouest en direction de Sarajevo, tandis que la nationale 20 se prolonge le long de la rivière en direction de Foča. La route passe ensuite à Ustikolina, Osanica, Vitkovići, Goražde et Ustiprača. À Ustiprača, elle rejoint la route européenne E761 qu'elle prolonge jusqu'à Višegrad, et, au-delà, jusqu'à Užice et Zaječar, en Serbie. Entre Višegrad et le lac de Perućac, aucune route importante ne longe le cours de la Drina. À partir du lac, deux routes secondaires suivent la rivière, l'une en Bosnie-Herzégovine, l'autre en Serbie. En Bosnie-Herzégovine, une route conduit de Klotjevac à Skelani et, en Serbie, une autre de Perućac à Bajina Bašta ; au-delà, la route bosnienne passe à Fakovići et Bratunac et la route serbe conduit à Ljubovija. Dans la partie septentrionale du cours de la Drina, ces routes se poursuivent jusqu'à Zvornik (en Bosnie-Herzégovine) et Mali Zvornik (en Serbie). Sur la rive droite (en Serbie), une route nationale mène ensuite de Mali Zvornik à Loznica, qui se prolonge ensuite jusqu'à Šabac en s'écartant progressivement de la rivière ; sur la rive gauche (en Bosnie-Herzégovine), une route régionale conduit jusqu'à Janja. Au-delà de la confluence de la Drina et de la Save, ces routes rejoignent la route européenne E70, un axe autoroutier majeur du nord de la Croatie et de la Serbie.
Plusieurs ponts franchissent la Drina. Le plus célèbre d'entre eux est le pont Mehmed Pacha Sokolović à Višegrad, construit en 1571 sur l'ordre du pacha Mehmed Sokolović, qui fut grand vizir de Soliman le Magnifique et des sultans Selim II et de Murad III ; long de 179,5 m, il est composé de 11 arches et a été conçu par l'architecte Sinan. Parmi les autres ponts, on peut citer ceux de Brod, Skelani, Bratunac, Zvornik et de Loznica. Le plus récent est le pont Pavlović (en bosnien et en serbe : Pavlovića ćuprija), situé entre Bijeljina et Badovinci, dans le nord du bassin de la Drina et construit en 1992 ; il a été principalement financé par l'homme d'affaires de Chicago Slobodan Pavlović, originaire du village de Popovi ; il relie la région de Semberija, en Bosnie-Herzégovine, à celle de Mačva, en Serbie.
Les gorges ou la vallée de la Drina ne sont empruntées par aucune voie ferroviaire ; les points de jonctions avec les réseaux ferrés principaux sont la ville de Zvornik, qui permet d'atteindre la ville bosnienne de Tuzla, et Loznica, qui est reliée à Belgrade. Les aéroports les plus proches de la rivière sont ceux de Tuzla et d'Užice-Ponikve, mais ces deux aéroports ne disposent pas encore de liaisons internationales régulières ; les aéroports internationaux les plus proches sont l'aéroport international de Sarajevo (en Bosnie-Herzégovine) et l'aéroport Nikola Tesla de Belgrade (en Serbie).

### Hydroélectricité

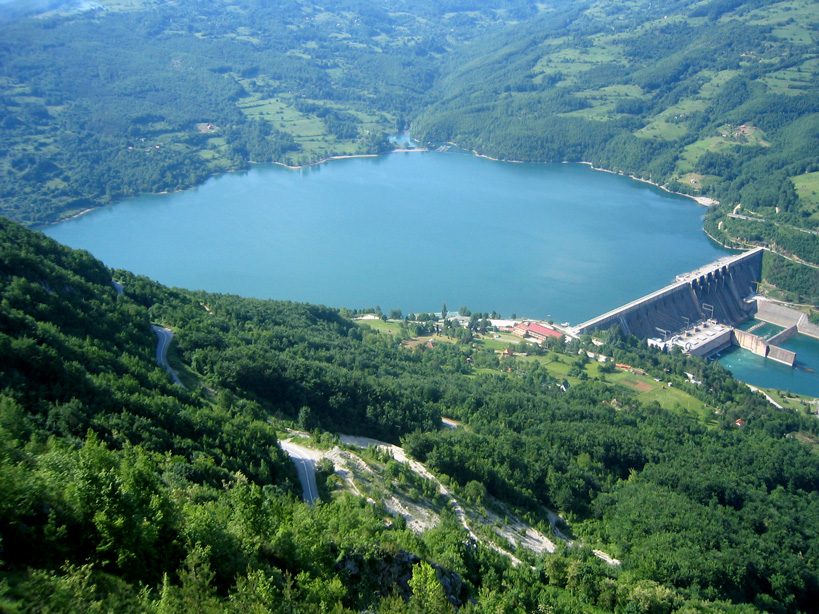
La centrale hydroélectrique de Bajina Bašta

La Drina possède trois centrales hydroélectriques importantes. Celle de Višegrad est exploitée par la société privée bosnienne Hidroelektrane na Drini, qui a son siège à Višegrad et qui fait partie de la holding Elektroprivreda Republike Srpske ; en 2006, elle a produit 1 103 GWh. La centrale de Bajina Bašta, près du village de Perućac, a été construite en 1966 par la holding serbe Energoprojekt, pour une puissance installée de 348 MW ; elle est exploitée par l'entreprise publique Elektroprivreda Srbije (EPS), le deuxième groupe énergétique de Serbie, et produit chaque année 1 819 GWh. La centrale de Zvornik, quant à elle, a été construite en 1955 et elle est également exploitée par Elektroprivreda Srbije ; avec une capacité installée de 92 MW, elle produit chaque année 501 GWh.
La rivière possède d'autres structures hydroélectriques de moindre importance, comme celles qui sont exploitées par la société Elektro-Bijeljina, une filiale de Elektroprivreda Republike Srpske. De même, certains affluents de la Drina, comme le Lim, sont également munis de barrages. C'est ainsi que, pour la Serbie, le système hydroélectrique du bassin de la Drina, géré par la Elektroprivreda Srbije, a un potentiel total installé de 1 083 MW, soit 13 % du potentiel électrique total de la Serbie ; et, avec une production annuelle de 2 937 GWh, le bassin de la Drina représente 27 % de la production hydroélectrique de l'entreprise et 8,3 % de sa production électrique totale.
Enfin, le projet de centrale hydroélectrique de Buk Bijela, s'il était réalisé, serait une des plus grandes centrales hydroélectriques de Bosnie-Herzégovine, mais rencontre une opposition majeure tant dans ce pays qu'au Monténégro voisin.

### Sites protégés
Le pont Mehmed Pacha Sokolović, construit sur la Drina à Višegrad à la fin du XVIe siècle, a été inscrit sur la liste du Patrimoine mondial de l'humanité de l'UNESCO en 2007. Certains espaces naturels sont également protégés. Le parc national de Sutjeska, situé à la frontière entre la Bosnie-Herzégovine et le Monténégro est centré autour de la rivière Sutjeska, un affluent gauche de la Drina ; il s'étend sur une superficie d'environ 172 km2 ; classé dans la catégorie II de l'Union internationale pour la conservation de la nature (UICN), celle des « aires protégées gérées principalement dans le but de protéger les écosystèmes et à des fins récréatives », il a été créé en 1965. Le Parc national de Tara, en Serbie, a été créé le 13 juillet 1981 ; il s'étend sur les monts Tara et Zvijezda, dans la large boucle que forme la Drina dans la région du Haut Podrinje ; classé dans la catégorie II de l'UICN, il s'étend sur une superficie d'environ 192 km2, à une altitude comprise entre 1 000 et 1 500 m au-dessus du niveau de la mer ; l'administration du parc est située dans la ville de Bajina Bašta. Depuis 2002, le parc et le canyon de la Drina sont candidats à une reconnaissance de leur importance internationale par l'UNESCO.
D'autres sites naturels, d'importance plus régionale ou partie intégrante des parcs nationaux, constituent également des zones protégées. Les sites suivants font partie du parc national de Tara et bénéficient d'une protection et d'un classement particuliers :
| Nom                  | Statut Catégorie UICN | Année de création | Superficie km2 | Coordonnées                  |
| -------------------- | --------------------- | ----------------- | -------------- | ---------------------------- |
| Bilo,                | Réserve naturelle IV  | 1er janvier 1950  | 0,23           | 43° 55′ 00″ N, 19° 19′ 59″ E |
| Klisura Dervente,    | Réserve naturelle IV  | 1er janvier 1996  | 20,09          | 43° 57′ 00″ N, 19° 21′ 00″ E |
| Ljuti breg,          | Réserve naturelle Ib  | 1er janvier 1950  | 0,25           | 43° 55′ 00″ N, 19° 19′ 59″ E |
| Zvijezda,            | Réserve naturelle Ib  | 1er janvier 1971  | 250,2          | 43° 58′ 59″ N, 19° 15′ 00″ E |
| Crveni potok,        | Réserve naturelle Ib  | 1er janvier 1971  | 0,15           | 43° 55′ 00″ N, 19° 25′ 00″ E |
| Račanska šljivovica, | Réserve naturelle Ib  | 1er janvier 1957  | 0,18           | 43° 53′ 59″ N, 19° 30′ 00″ E |
| Klisura Rače,        | Réserve naturelle Ib  | 1er janvier 1996  | 3,81           | 43° 55′ 00″ N, 19° 30′ 00″ E |
| Crvene stene,        | Réserve naturelle Ib  | 1er janvier 1950  | 0,46           | 43° 55′ 00″ N, 19° 22′ 00″ E |
| Perućac,             | Réserve naturelle Ib  | 1er janvier 1996  | 1,90           | 43° 57′ 00″ N, 19° 22′ 59″ E |

En raison de sa richesse en avifaune, la plus grande partie du massif de Tara est également considérée comme une zone importante pour la conservation des oiseaux (en anglais : Important Bird Area, en abrégé : IBA ; en français abrégé : ZICO). La zone de protection couvre une superficie de 360 km2, dont 70 % sont couverts de forêts.

### Tourisme

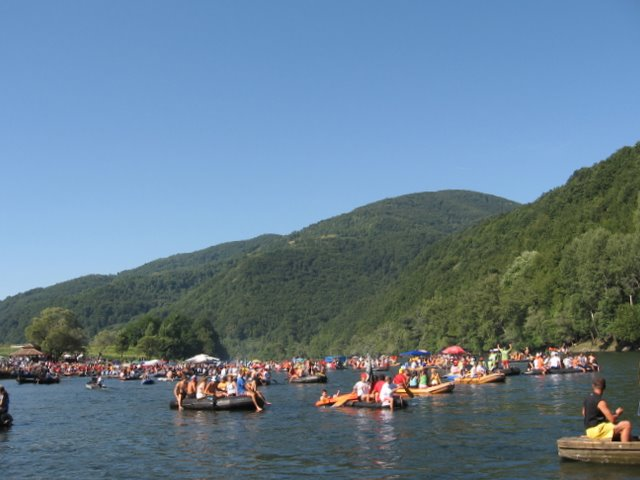
La Régate de la Drina, près de Ljubovija

Le rafting est une des activités sportives les plus importantes de la Drina et de ses gorges, dans le prolongement des possibilités offertes par le canyon de la Tara. Diverses associations encadrent cette activité comme le Rafting Klub Drinska regata de Ljubovija, qui, chaque année, organise plusieurs régates, dont la Régate du Nouvel An (en serbe : Novogodišnja regata) et, en juillet, la Régate de la Drina (en serbe : Drinska regata) ; en 2008, cette dernière manifestation a rassemblé près de 16 000 personnes. En mai 2009, la ville de Foča organisera la partie des Championnats du monde de rafting qui doit se dérouler dans le canyon de la Tara.
La rivière offre également des possibilités pour les pêcheurs, notamment par l'intermédiaire d'associations comme l'OSR Mladica (en serbe : Organizacija sportskih ribolovaca Mladica), l'« Organisation des sports de pêche Mladica », dont le siège est à Bajina Bašta.Située à Mali Zvornik, en Serbie, la société Eko-Drinski centar gère un complexe touristique organisé autour de la pêche sportive dans le lac de Zvornik, dont un village de pêcheurs situé au milieu du lac et composé de maisons en bois sur pilotis construites dans le style traditionnel de la région.
De fait, un certain nombre d'ethno-villages se trouvent au bord de la Drina ou à proximité de ses rives. L'un des plus importants d'entre eux est Küstendorf, encore connu sous le nom de Drven grad, le « village en bois » ; situé près de Mokra Gora, il a été construit par le réalisateur Emir Kusturica pour les besoins de son film La vie est un miracle et il se présente comme la reconstitution d'un village traditionnel de l'ouest de la Serbie au XIXe siècle. En raison de sa qualité, le village a remporté en 2005 le prix européen d'architecture Philippe Rotthier pour la reconstruction de la ville. À proximité du village se trouve la pittoresque ligne de chemin de fer touristique du Huit de Šargan (en serbe : Шарганска осмица et Šarganska osmica) ; construite dans une zone particulièrement escarpée, la ligne tire son surnom du fait que, vue du ciel, elle ressemble à un « 8 » ; son point de départ se trouve à Mokra Gora et, à terme, elle devrait être prolongée jusqu'à Višegrad, en Bosnie-Herzégovine. Plus au nord, près de Ljubovija et sur la rive droite de la Drina, le village de Vrhpolje conserve tout un ensemble de maisons anciennes caractéristiques de la micro-région d'Azbukovica.

## Culture
- Le Pont sur la Drina, est un roman d'Ivo Andrić dont Višegrad, le pont Mehmed Pacha Sokolović et la Drina constituent le décor tout au long de sa trame.
- Mars on River Drina, est un titre du groupe musical slovène Laibach.